# Couepia subcordata
Couepia subcordata är en tvåhjärtbladig växtart som beskrevs av Joseph Dalton Hooker och George Bentham. Couepia subcordata ingår i släktet Couepia och familjen Chrysobalanaceae. Inga underarter finns listade i Catalogue of Life.